# Beraban (Kediri)
Beraban is een bestuurslaag in het regentschap Tabanan van de provincie Bali, Indonesië. Beraban telt 6491 inwoners (volkstelling 2010).